# سقوط يافا

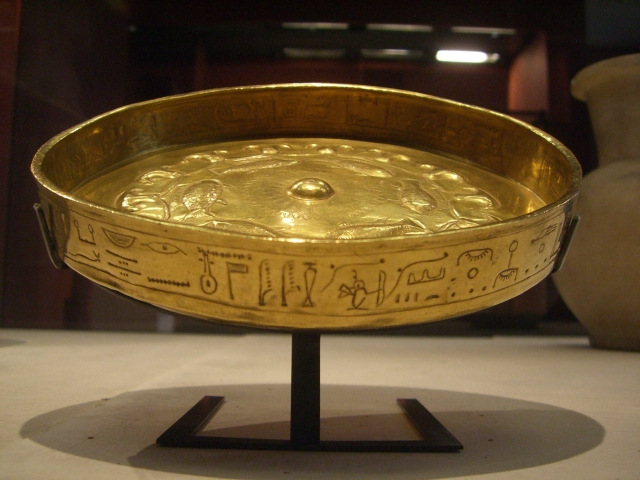

قصة سقوط يافا هي حكاية مصرية قديمة تصف غزو مدينة يابو الكنعانية (يافا) على يد القائد دجيهوتي أحد قادة جيش الملك تحتمس الثالث. وردت القصة في النسخة الموجودة من بردية هاريس 500.
يُنظر إلى هذه الحكاية تقليديًا على أنها سرد أدبي بحت للغزو الذي حدث في أعقاب حملة تحتمس الثالث على سوريا، حيث كان هناك بالفعل أحد القادة العاملين تحت إمرة تحتمس الثالث يُدعى دجيهوتي.
على الرغم من الرواية الأدبية وطبيعة سردها، زعم المنقبون في يافا مؤخرًا بأن هزيمة الحامية المصرية في أواخر العصر البرونزي، والذي يعود تاريخه إلى ما بين 1456-1400 ق.م.، ربما يكون قد شكل الأساس التاريخي لهذه الحكاية. يدعم تلك الفرضية انتشار حطام واسع النطاق لسفن مصرية ترجع لمنتصف عصر الأسرة الثامنة عشر، بالإضافة إلى أواني تشبه تلك التي كانت على عهد الملك أمنحتب الثاني. ربط أولئك الذين افترضوا تلك الفرضية تلك الخزفيات بالتمرد الكنعاني في أفيك الذي تم قمعه في السنة السابعة من عصر الملك أمنحتب الثاني أي حوالي سنة 1418 ق.م. الذي فقد خلاله المصريون أحد حصونهم. لذا، فالقصة تتعلق بأحداث استعادة السيطرة على يافا التي ربما سبقت مباشرة الحملة ضد أفيك وليس غزو تحتمس الثالث أو الاستيلاء على الموقع كما زعم البعض.
غالبًا ما يُلاحظ أن التكتيكات التي استخدمها دجيهوتي في القصة تذكرنا بحلقة حصان طروادة (تم سردها في "الأوديسة") و حكاية علي بابا والأربعون لصا "من" ألف ليلة وليلة ". ومع ذلك ، فإن هذه القصة تسبق الإعداد الأدبي للتقليد اليوناني بأكثر من 200 عام.
من الجوانب المهمة للقصة ، والتي يمكن التغاضي عنها بسهولة ، إثبات العناصر الاجتماعية المهمة داخل كنعان خلال العصر البرونزي المتأخر ، وهي ماريانو وعبيرو.

## المصدر
القصة محفوظة فقط على الجزء الخلفي من بردية هاريس 500 مع حكاية الأمير الملعون. البردية تأتي من بداية الأسرة المصرية التاسعة عشر من عهد الملك سيتي الأول أو رمسيس الثاني وهي مكتوبة بـ الخط الهيراطيقي وقد نجت فقط في أجزاء كبيرة. البداية ضائعة تمامًا ، والنص الذي تم الحفاظ عليه به ثغرات عديدة.

## الملخص
دجيهوتي يدعو أمير يافا إلى حفلة في معسكره خارج المدينة. يقوم بضربه ، ويخفي مائتي من جنوده في أكياس حملها على الدواب ، ويرسل سائق عربة ليعلن للمدينة أن المصريين استسلموا ويرسلون الجزية. يدخلون إلى المدينة الجنود المصريون المختبئون ويخرجون ويحتلونها.